# Reiseschachspiel

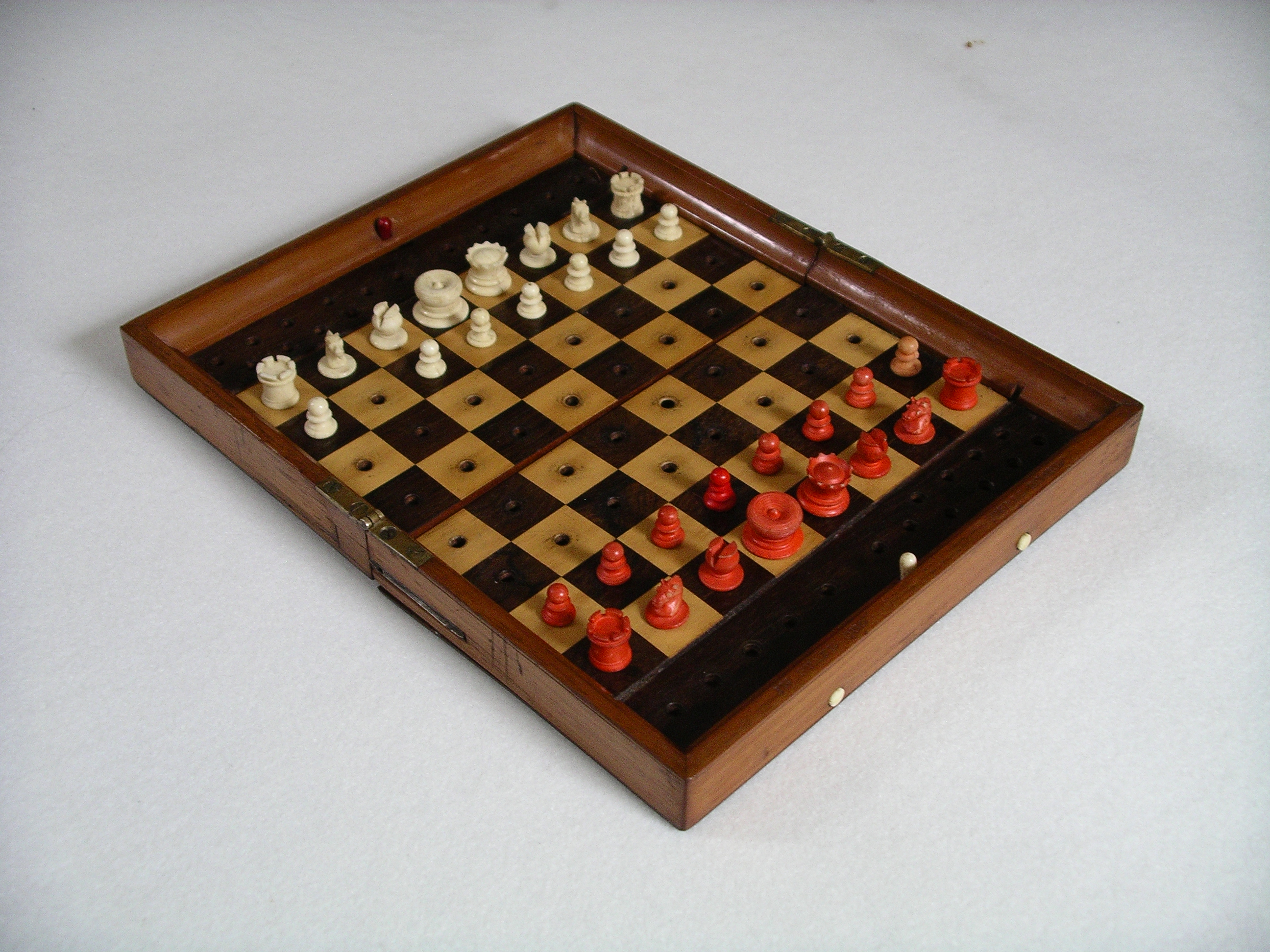
Antikes Steckschachspiel

Ein Reiseschachspiel ist ein besonderes Schachspiel, das nach Form und Verarbeitung den Anforderungen des Reisens entspricht.
Die bekannteste Ausführung ist das Steckschach. Beim Steckschach weist das Brett Löcher in der Mitte jedes Feldes auf, um dort die Schachfiguren einstecken zu können. Hierfür sind die Spielsteine an ihrer Unterseite mit dafür geeigneten Fortsätzen ausgestattet. Aufgrund dieser Vorrichtung sitzen die Spielfiguren fest. Das Brett ist zudem in der Regel klein und kann häufig zusammengeklappt werden. Schließlich gibt es Taschen- oder Brieftaschenschachspiele, die bequem in der Manteltasche mitgeführt werden. 
Spezielle Steckschachspiele gibt es für Blindenschach.
Den gleichen praktischen Zweck als Reiseschachspiel erfüllen Magnetschachspiele, bei denen im unteren Teil der Spielfiguren und im Brett Dauermagneten integriert sind.

## Geschichte
Aufklappbare Schachkassetten aus Holz, in deren Innenraum die Figuren aufbewahrt werden, existierten bereits im Mittelalter. Schon im 18. Jahrhundert gab es Steckschachspiele für Kutschfahrten oder Spiele, die den Bedingungen einer Schiffsreise angepasst waren. Mit Erfindung der Eisenbahn wuchs das Bedürfnis danach, sich bei längeren Bahnreisen die Zeit mit Schach zu vertreiben. Die Spielehersteller stellten sich frühzeitig auf den zunehmenden Reiseverkehr und Tourismus ein und fertigten nach Form und Material unterschiedlichste Modelle an, die den Anforderungen des Reisens genügten.
Am beliebtesten sind bis heute Steckschachspiele aus Holz oder Plastik. Ein berühmtes Taschenschachspiel entwarf 1943 Marcel Duchamp.